# Jordaan
El Jordaan es un barrio de la ciudad de Ámsterdam, capital de los Países Bajos. Es parte del distrito de Amsterdam-Centrum. El área está limitada por el canal Lijnbaansgracht, al oeste, el canal Prinsengracht, al este, el canal Brouwersgracht, al norte, y el canal Leidsegracht, al sur. El canal Rozengracht (ahora rellenado), es la arteria de tráfico principal a través del barrio.
Originalmente un barrio de clase obrera, Jordaan se ha convertido en uno de los más caros de la ciudad. Es posible encontrar en la actualidad una considerable cantidad de galerías de arte, en especial de arte moderno, como también muchas tiendas y restaurantes. 
- Datos: Q1401387
- Multimedia: Jordaan / Q1401387